# フリーダム・ニャムバヤ
フリーダム・ニャムバヤ（英: Freedom Nyamubaya、別表記: Freedom T.V. Nyamubaya.、1960年 - 2015年7月5日）は、ジンバブエの詩人・政治家・人権活動家である。

## 概要
フリーダム・ニャムバヤは、農村開発・ジェンダー・平和の活動家であると同時にダンサー・農家・作家としても活動し、自由の戦士としても知られるジンバブエの人物である。
1960年にジンバブエのウズンバで生まれたニャムバヤは、15歳で中等教育を切り上げられ、1975年からモザンビークのジンバブエ・アフリカ国立解放軍（ZANLA）に属していた。
彼女はモザンビークのテテのテンブウェ訓練場で訓練を受けたのち、ジンバブエ・アフリカ国民解放軍として派遣された最初の戦いでレイプ被害を受けたことを後に告白している。
その後も1978年に前線へ派遣され、現地の作成司令官となり、恐れ知らずの司令官で戦闘員であるとの評価を受けた。
ジンバブエ独立後は国際連合に西アフリカやモザンビークに派遣されて労働に従事したものの、大規模な組織的開発は効果がないと感じて帰国し、ジンバブエのマーングラで農民として活動した。
その後、女性を中心に小規模農家を対象とした農業の開発支援を行うManagement Outreach Training Services for Rural and Urban Development（MOTSRUD）を設立して貧しい農民に対しての支援活動を行なったり、猟鳥獣類の保護活動などを行なったりした。
その後もアメリカ合衆国国務省に参加したりしている。
2010年にはジンバブエの著名なメンバーと共にZimbabwe Peace and Security Trust（ZPST）を設立して専門的な技術支援を行うと共に、ジンバブエの治安と近代化の向上を狙う運動を行っていた。
また、彼女の人生は2003年に出版されたWeaver Pressの『Writing Still: New Stories from Zimbabwe』にも収録されている。
ナショナル・パブリック・ラジオ勤務のOfeibea Quist-Arctonはジンバブエを訪れた際にこの人物と出会い、その出会いが後のナショナル・パブリック・ラジオのインタビューに繋がっている。
ローデシア内での白人による政権を政治的な背景として、1986年にニャムバヤは初の詩集『On the road again: poems during and after the national liberation of Zimbabwe』を出版しており、その中の最初の詩「Introduction」は独立のための闘争は新しい旗が掲げられた時が終わりではないというメッセージが込められている。
2015年には病気を患ったのち、Chinhoyi Provincial Hospitalでその生涯を終えている。

## 著書
- On the road again: poems during and after the national liberation of Zimbabwe（1986年）[6]
- Ndangariro（1987年、Irene E R R Mahambaとの共著）[8]
- Dusk of Dawn（1995年）[9]